# ジャリズム
ジャリズムは、渡辺あつむ（現：桂三度）と山下しげのり（現：インタビューマン山下）の2名で構成されていた吉本興業所属の日本のお笑いコンビ。1991年結成。2011年3月2日解散。
客に解りやすく面白い笑いをテーマにコントや漫才を行い、ABCお笑い新人グランプリ審査員特別賞を受賞するなどデビュー直後から高い評価を受け、人気を得た。

## メンバー
山下 しげのり（やました しげのり、本名：山下 栄緑（読み同じ）、1968年10月29日（56歳）- ）
香川県高松市出身。ツッコミ担当。摂南大学外国語学部卒業。
ハイテンションながらも、的確なツッコミで渡辺のボケを引き立てていた。解散後はオモロー山下の芸名でピン芸人として活動しながら東京都目黒に自身が経営するうどん店「山下本気うどん」を開業。
2017年6月、芸人引退を宣言。うどん店の経営は続けながら、『女性自身』（光文社）の記者となる。同年12月、『女性自身』専属を離れ、フリーランスの記者となる。これを機にインタビューマン山下として活動。
渡辺 あつむ（わたなべ あつむ、本名：渡邊 鐘（読み同じ）、1969年8月27日 - ）
滋賀県高島郡安曇川町（現：高島市）出身。ボケ担当。滋賀県立安曇川高等学校卒業、京都産業大学経営学部中退。
ジャリズムのコントや漫才のほか、放送作家としても評価が高い。また、ピン芸人『世界のナベアツ』として活動しており、そちらの名前でも知られている。落語家転身の際に桂三度に改名。

## 略歴
渡辺、山下ともに吉本総合芸能学院大阪校10期生。1991年11月にコンビ「山下・渡辺」を結成し、心斎橋筋2丁目劇場主催のコンテストで優勝。1992年5月には子供のような芸風をイメージして「ジャリズム」に改名し、千原兄弟とともに2丁目劇場の顔となる。また第15回ABCお笑い新人グランプリ審査員特別賞など多くの賞を獲得し、関西を中心に人気を得た。
1996年10月には千原兄弟、雨上がり決死隊とともに冠番組『アメジャリチハラ』が開始。翌1997年には東京進出を目論み上京する。またこの時期に仮装大賞にジャリズムとして出場し、合格している。しかし『アメジャリチハラ』が半年で打ち切られ、またこの頃からタモリのボキャブラ天国シリーズなどの番組で活躍した後輩若手芸人が台頭し始めたこともあり、徐々に両者の考えにずれが生じる。やがてレギュラー番組が『MBSヤングタウン』火曜日のラジオ番組1つだけになったことで、自身の将来に不安を抱いた山下は吉本興業のマネージャーとなることを希望し、1998年12月にコンビを一方的に解散してしまう。この解散はあまりに唐突で、関西のスポーツ新聞には大きく報道された。その後山下はマネージャーになるには大学を卒業しなければならないことを吉本社員から聞かされたため、渡辺にコンビ解散の撤回を申し出るが拒否されてしまった。
解散後、渡辺は放送作家に転身し、『めちゃ×2イケてるッ!』など多くの人気番組に参加した。一方山下は「山下しげのり」に改名して芸人として活動を続け、『ダウンタウンのガキの使いやあらへんで!!』などに出演。また友野英俊とコンビを組みM-1グランプリに出場。
2003年秋、渡辺が千原兄弟のコントライブ『プロペラを止めた、僕の声を聞くために。』に出演した際、楽屋を訪れた松本人志が渡辺に山下が引退を考えていることをほのめかす。松本にその気はなかったものの渡辺はそれを「山下を引き留めろ」というメッセージと思いこみ、山下にコンビ再結成を打診する。そして翌年の2004年2月にルミネtheよしもとにて『元ジャリズムまつり』を開催し、6年ぶりに復活した。また、同時期に渡辺は芸人としての芸名を「渡辺あつむ」に変更した。
2007年に渡辺が「世界のナベアツ」としてブレークすると、山下もバラエティ番組に出演する機会が増えた。
2011年3月2日、渡辺が桂三枝（のちの六代目桂文枝）に弟子入りし、落語の修業に取り組むため、再びジャリズムを解散した。

## 出演番組

### 再結成以前（1991年 - 1998年）
- オールザッツ漫才（1991年 - 1993年・1995年・1996年、毎日放送）※テレビデビュー
- 爆笑BOOING（関西テレビ）第3代グランドチャンピオン
- ナイトinナイト（朝日放送）
- 笑いの剣（1994年、朝日放送）
- すんげー!Best10（1995年 - 1997年、朝日放送）
- PUSH!（1997年 - 1998年、朝日放送）
- 二丁目ワチャチャTV（1993年 - ？、テレビ大阪）
- ぴたっTV（1995年 - 1996年、よみうりテレビ）
- 千千原原（1996年 - 1997年、テレビ大阪）
- アメジャリチハラ（1996年10月 - 1997年3月、テレビ朝日）
- てれび I need 10（1996年 - 1997年、よみうりテレビ）
- ジャリ10（1996年 - 1997年、よみうりテレビ）
- 光速脳天!ベタキング（1996年 - 1997年、関西テレビ）
- 正しい恋のつくり方→TADAKOI-X（1997年、関西テレビ）
- 渋谷でチュッ!（1997年 - 1998年、テレビ東京など）
- はばたけペンギン（1998年、TBS）
- 今ちゃんの中野探検隊（1998年、TBS）
- Mars TV（フジテレビ）
- エンタメゆうえんち 東京移住計画（フジテレビ）
- 千原・ジャリのバカTV（フジテレビ）
  - 千原・ジャリのバカビデオ
- リングの魂（テレビ朝日系）
- AHERA（テレビ朝日系）
- アニメ『金田一少年の事件簿』 生徒役

### 再結成以後（2004年 - ）
- 笑いの金メダル・爆笑統一王座決定戦（テレビ朝日）
- 登龍門F（フジテレビ）
- やりにげコージー（テレビ東京）
- 虎の門（テレビ朝日）
- アドレな!ガレッジ（テレビ朝日）
- エンタの神様（日本テレビ）キャッチコピーは「ニヒルな腕白主義」、「オモローな腕白主義」（渡辺のみ）、「平成の竹馬アイドル」（渡辺のみ紫SHIKIBU名義）
- お笑いDynamite!（TBS）キャッチコピーは「世界を股にかける男たち」
- 雨上がり決死隊のトーク番組アメトーーク!（テレビ朝日）
- オールスター感謝祭08 超豪華!クイズ決定版（TBS）
- アッコにおまかせ!（TBS）
- ザ・イロモネア（2008年5月3日、TBS）FINALステージ敗退
- 三枝一座がやってきた!（2009年4月17日、NHK BS2）